# Баймухамедов, Бауржан Исаевич
Бауржан Исаевич Баймухамедов (каз. Бауыржан Исаұлы Баймұхаммедов; 15 февраля 1948, Чимкент, Казахская ССР — 5 апреля 2015, Шымкент, Казахстан) — советский футболист, советский и казахстанский тренер.

## Карьера
В 1966 году начал профессиональную карьеру в чимкентском «Мелиораторе». С 1969 по 1970 играл в алматинском «Кайрате». Далее выступал в казахстанских командах Второй лиги СССР, и за российские команды «Звезда» (Пермь) и «Черноморец» (Новороссийск).
Тренерскую деятельность начал в 1982 году в «Мелиораторе», с 1989 по 1991 год являлся главным тренером команды.
В 1994 году возглавлял национальную сборную Казахстана.
В декабре 2013 года назначен главным тренером уральского «Акжайыка». Ушёл с поста по болезни в мае 2014 года.
Скончался 5 апреля 2015 года в Шымкенте.